# Poromitra coronata
Poromitra coronata is een straalvinnige vissensoort uit de familie van de grootschubvissen (Melamphaidae). De wetenschappelijke naam van de soort is voor het eerst geldig gepubliceerd in 1924 door Gilchrist & von Bonde.